# 探検!かごしまじかん
『探検!かごしまじかん』（たんけんかごしまじかん）は、南日本放送（MBCラジオ）で2018年4月7日から放送中の音楽番組である。放送時間は、毎週土曜日 15:00 - 16:20（JST）。

## 概要
南日本放送アナウンサーの原口奈菜と、鹿児島県長島町の地方創生統括監である土井隆が、インターネットの世界を探検。地域の話題や名物、ブログや動画などを見て、鹿児島ならではの「かごしまじかん」を見つけていく番組。
Twitterの公式ハッシュ・タグは「#かごしまじかん」。

## 探検先
毎週、1地域を取り上げ、魅力を調査していく。
リスナーからはその地域のオススメ情報をメールとTwitterで募集している。
| 2018年  | 2018年     |
| 放送日  | 探検先     |
| ------- | ---------- |
| 4月7日  | 長島町     |
| 4月14日 | 西之表市   |
| 4月21日 | 薩摩川内市 |
| 4月28日 | 日置市     |